# Trebižat (rijeka)
Trebižat je rijeka u Hercegovini, desna pritoka Neretve.
Duljina toka od izvora u Peć-Mlinima do ušća u Neretvu u Strugama iznosi 51,3 km, a površina porječja je 646 km2. Kod mjesta Veljaci (kao rijeka Mlade) tvori slap Koćušu, a kod Studenaca tvori slap Kravicu. Ona je nastavak toka od Posušja (Tribistovo, kota 903), tako da je susrećemo pod više imena: 
Culuša – Ričina – Suvaja (Posušje) – Matica – Vrljika (Imotski) – Tihaljina – Mlade (Veljaci – Humac) – Trebižat (Ljubuški).